# Les Hermites
Pour les articles homonymes, voir Hermite.
Les Hermites sont une commune française située dans le département d'Indre-et-Loire, en région Centre-Val de Loire.

## Géographie
| Montrouveau Loir-et-Cher | Les Hayes Loir-et-Cher | Saint-Martin-des-Bois Loir-et-Cher |
| Chemillé-sur-Dême        | Hermites               | Monthodon                          |
| Marray                   | La Ferrière            |                                    |

### Hydrographie

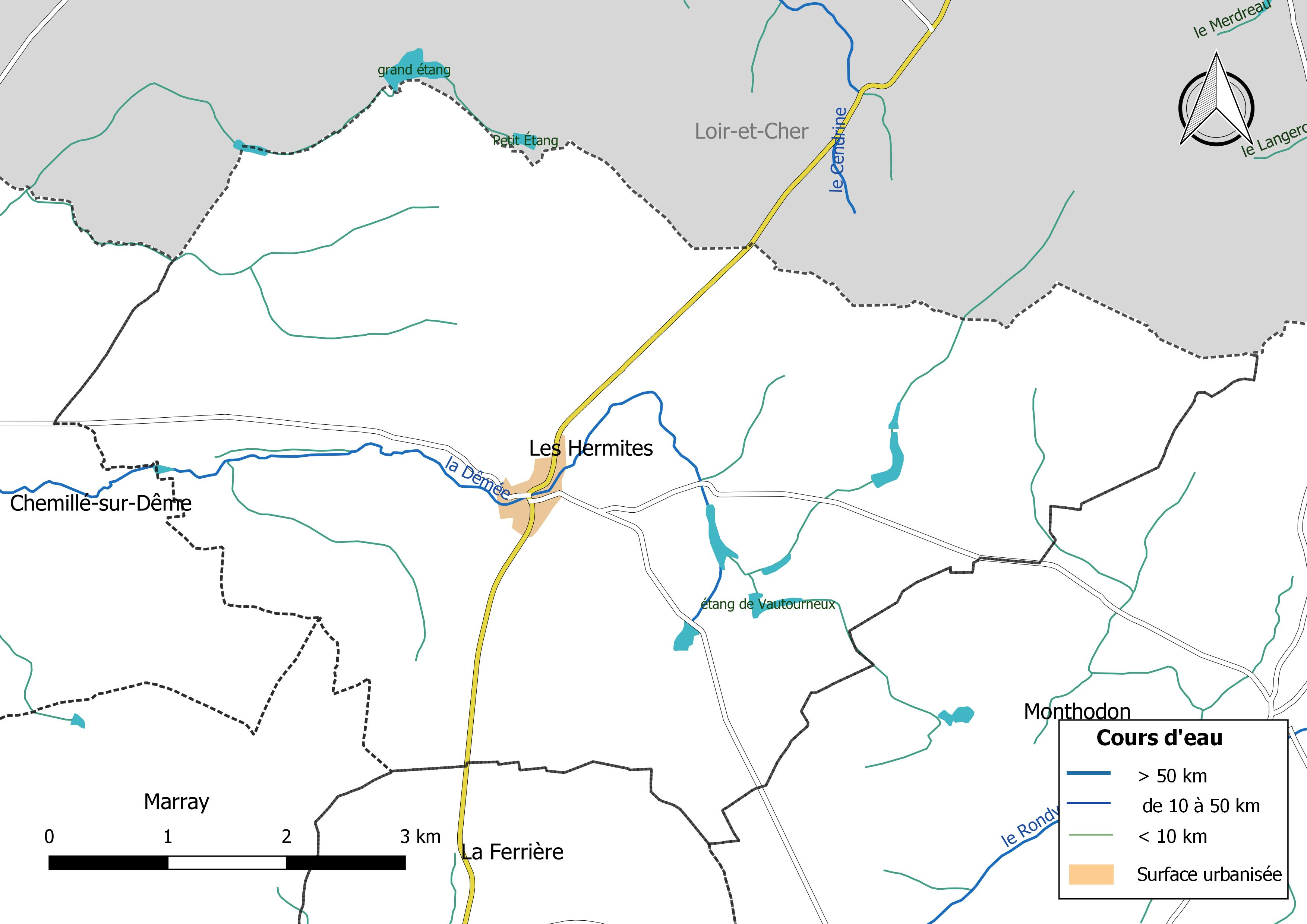
Réseau hydrographique des Hermites.

Le réseau hydrographique communal, d'une longueur totale de 23,48 km, comprend un cours d'eau notable, la Dêmée (7,226 km), et neuf petits cours d'eau pour certains temporaires,.
La Dêmée, d'une longueur totale de 13,8 km, prend sa source sur le territoire communal au droit de l'étang de Vautourneux et se jette dans la Dême à Chemillé-sur-Dême. Ce cours d'eau est classé dans la liste 2 au titre de l'article L. 214-17 du code de l'environnement sur le Bassin Loire-Bretagne. Du fait de ce classement, tout ouvrage doit être géré, entretenu et équipé selon des règles définies par l'autorité administrative, en concertation avec le propriétaire ou, à défaut, l'exploitant. 
Sur le plan piscicole, la Dêmée est classée en première catégorie piscicole. Le groupe biologique dominant est constitué essentiellement de salmonidés (truite, omble chevalier, ombre commun, huchon).
Quatre zones humides ont été répertoriées sur la commune par la direction départementale des territoires (DDT) et le conseil départemental d'Indre-et-Loire : « la vallée de la Dêmée », « l'étang de la Boissière », « l'étang des Trois Chênes et suivants » et « les étangs de l'Epine »,.

### Climat
Pour des articles plus généraux, voir Climat du Centre-Val de Loire et Climat d'Indre-et-Loire.
En 2010, le climat de la commune est de type climat océanique dégradé des plaines du Centre et du Nord, selon une étude du CNRS s'appuyant sur une série de données couvrant la période 1971-2000. En 2020, Météo-France publie une typologie des climats de la France métropolitaine dans laquelle la commune est exposée à un climat océanique altéré et est dans la région climatique Moyenne vallée de la Loire, caractérisée par une bonne insolation (1 850 h/an) et un été peu pluvieux.
Pour la période 1971-2000, la température annuelle moyenne est de 11,1 °C, avec une amplitude thermique annuelle de 15 °C. Le cumul annuel moyen de précipitations est de 712 mm, avec 11,1 jours de précipitations en janvier et 7 jours en juillet. Pour la période 1991-2020, la température moyenne annuelle observée sur la station météorologique de Météo-France la plus proche, sur la commune de Saint-Laurent-en-Gâtines à 9 km à vol d'oiseau, est de 11,6 °C et le cumul annuel moyen de précipitations est de 769,1 mm,. Pour l'avenir, les paramètres climatiques de la commune estimés pour 2050 selon différents scénarios d'émission de gaz à effet de serre sont consultables sur un site dédié publié par Météo-France en novembre 2022.

## Urbanisme

### Typologie
Au 1er janvier 2024, Les Hermites sont catégorisées commune rurale à habitat très dispersé, selon la nouvelle grille communale de densité à sept niveaux définie par l'Insee en 2022.
Elle est située hors unité urbaine. Par ailleurs la commune fait partie de l'aire d'attraction de Tours, dont elle est une commune de la couronne,. Cette aire, qui regroupe 162 communes, est catégorisée dans les aires de 200 000 à moins de 700 000 habitants,.

### Occupation des sols
L'occupation des sols de la commune, telle qu'elle ressort de la base de données européenne d’occupation biophysique des sols Corine Land Cover (CLC), est marquée par l'importance des territoires agricoles (85,3 % en 2018), une proportion sensiblement équivalente à celle de 1990 (85 %). La répartition détaillée en 2018 est la suivante : 
terres arables (80,5 %), forêts (13,9 %), cultures permanentes (3,1 %), prairies (1,5 %), zones urbanisées (0,8 %), zones agricoles hétérogènes (0,2 %). L'évolution de l’occupation des sols de la commune et de ses infrastructures peut être observée sur les différentes représentations cartographiques du territoire : la carte de Cassini (XVIIIe siècle), la carte d'état-major (1820-1866) et les cartes ou photos aériennes de l'IGN pour la période actuelle (1950 à aujourd'hui).

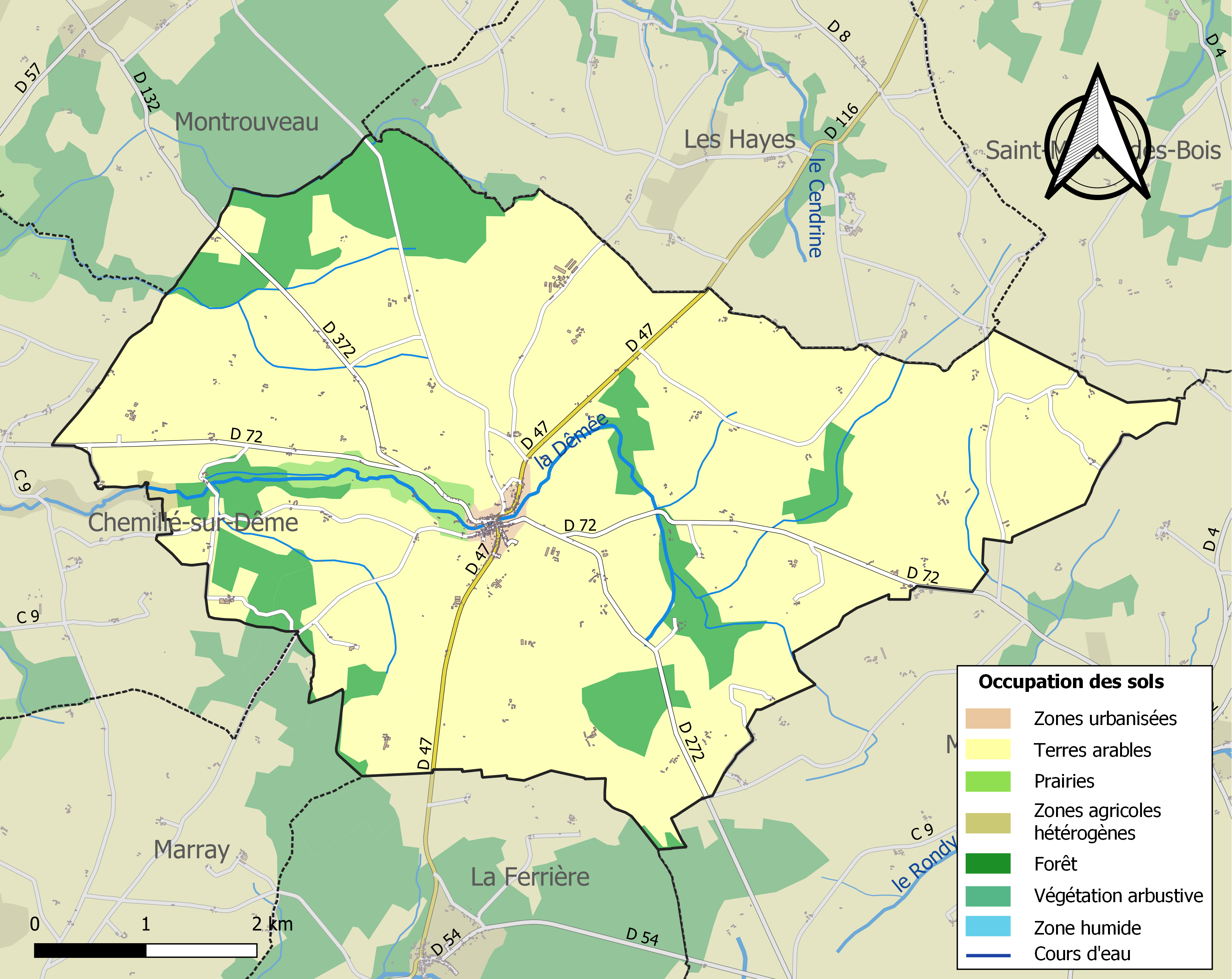
Carte des infrastructures et de l'occupation des sols de la commune en 2018 (CLC).

### Risques majeurs
Le territoire de la commune des Hermites est vulnérable à différents aléas naturels : météorologiques (tempête, orage, neige, grand froid, canicule ou sécheresse), feux de forêts et séisme (sismicité très faible). Un site publié par le BRGM permet d'évaluer simplement et rapidement les risques d'un bien localisé soit par son adresse soit par le numéro de sa parcelle.
Pour anticiper une remontée des risques de feux de forêt et de végétation vers le nord de la France en lien avec le dérèglement climatique, les services de l’État en région Centre-Val de Loire (DREAL, DRAAF, DDT) avec les SDIS ont réalisé en 2021 un atlas régional du risque de feux de forêt, permettant d’améliorer la connaissance sur les massifs les plus exposés. La commune, étant pour partie dans les massifs de Gatines et de Beaumont, est classée au niveau de risque 3, sur une échelle qui en comporte quatre (1 étant le niveau maximal).

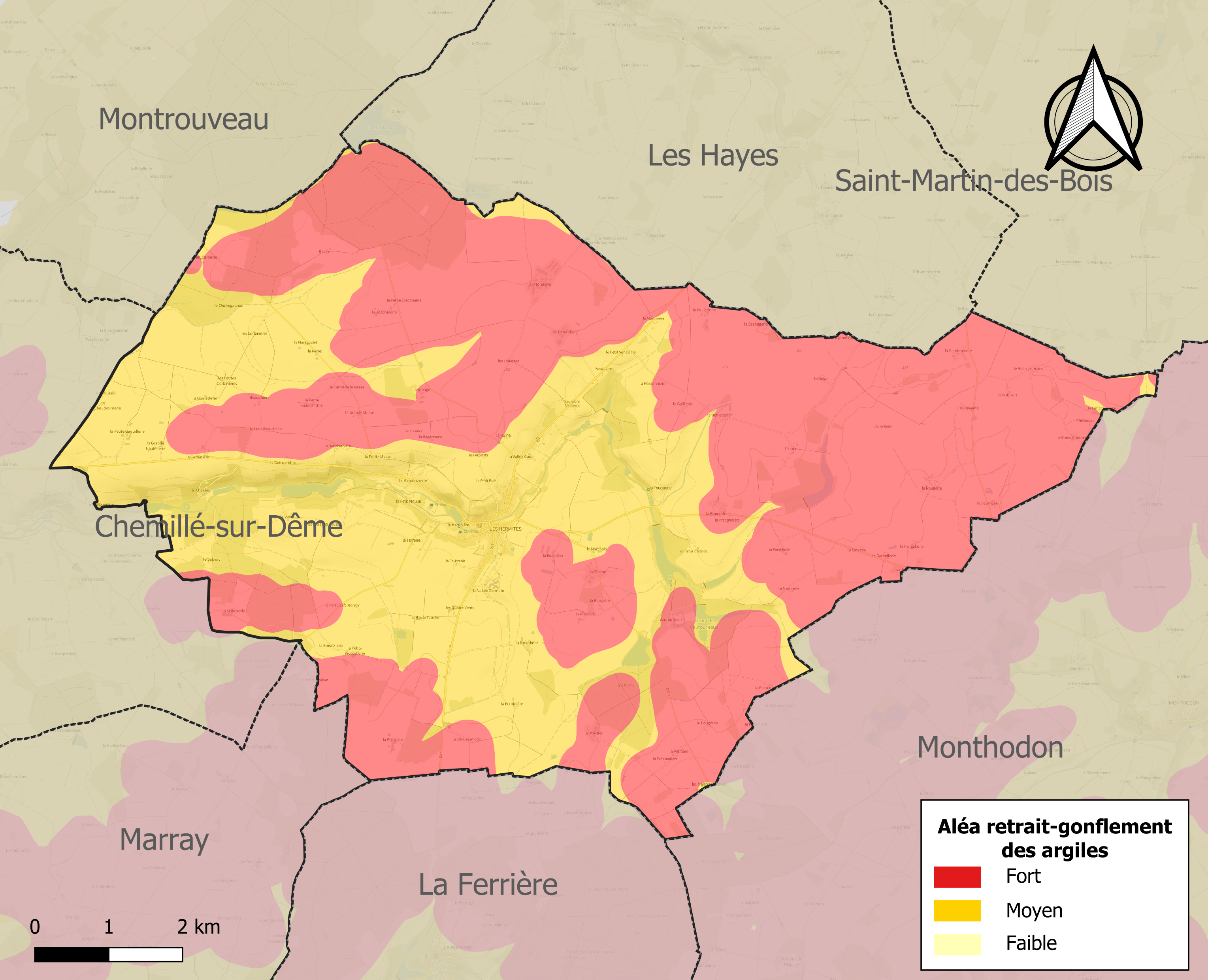
Carte des zones d'aléa retrait-gonflement des sols argileux des Hermites.

Le retrait-gonflement des sols argileux est susceptible d'engendrer des dommages importants aux bâtiments en cas d’alternance de périodes de sécheresse et de pluie. La totalité de la commune est en aléa moyen ou fort (90,2 % au niveau départemental et 48,5 % au niveau national). Sur les 315 bâtiments dénombrés sur la commune en 2019, 315 sont en aléa moyen ou fort, soit 100 %, à comparer aux 91 % au niveau départemental et 54 % au niveau national. Une cartographie de l'exposition du territoire national au retrait gonflement des sols argileux est disponible sur le site du BRGM,.
Concernant les mouvements de terrains, la commune a été reconnue en état de catastrophe naturelle au titre des dommages causés par des mouvements de terrain en 1999.

## Politique et administration
| Période                                  | Période   | Identité       | Étiquette | Qualité  |
| ---------------------------------------- | --------- | -------------- | --------- | -------- |
| mars 2001                                | mars 2008 | Claudine Maupu |           |          |
| mars 2008                                | mai 2020  | Guy de Brantes | DVD       | Retraité |
| mai 2020                                 | En cours  | Alain Drouet   |           | Retraité |
| Les données manquantes sont à compléter. |           |                |           |          |

## Population et société

### Démographie
L'évolution du nombre d'habitants est connue à travers les recensements de la population effectués dans la commune depuis 1793. Pour les communes de moins de 10 000 habitants, une enquête de recensement portant sur toute la population est réalisée tous les cinq ans, les populations de référence des années intermédiaires étant quant à elles estimées par interpolation ou extrapolation. Pour la commune, le premier recensement exhaustif entrant dans le cadre du nouveau dispositif a été réalisé en 2007.

En 2022, la commune comptait 573 habitants, en évolution de +0,17 % par rapport à 2016 (Indre-et-Loire : +1,67 %, France hors Mayotte : +2,11 %).
| 1793 | 1800 | 1806  | 1821  | 1831  | 1836 | 1841  | 1846  | 1851 |
| ---- | ---- | ----- | ----- | ----- | ---- | ----- | ----- | ---- |
| 830  | 925  | 1 026 | 1 025 | 1 026 | 981  | 1 009 | 1 028 | 987  |

| 1856 | 1861 | 1866 | 1872 | 1876 | 1881 | 1886 | 1891 | 1896 |
| ---- | ---- | ---- | ---- | ---- | ---- | ---- | ---- | ---- |
| 967  | 940  | 893  | 863  | 876  | 886  | 952  | 963  | 977  |

| 1901 | 1906  | 1911 | 1921 | 1926 | 1931 | 1936 | 1946 | 1954 |
| ---- | ----- | ---- | ---- | ---- | ---- | ---- | ---- | ---- |
| 973  | 1 022 | 964  | 826  | 811  | 802  | 806  | 789  | 773  |

| 1962 | 1968 | 1975 | 1982 | 1990 | 1999 | 2006 | 2007 | 2012 |
| ---- | ---- | ---- | ---- | ---- | ---- | ---- | ---- | ---- |
| 728  | 654  | 552  | 511  | 448  | 536  | 547  | 548  | 590  |

| 2017 | 2022 | - | - | - | - | - | - | - |
| ---- | ---- | - | - | - | - | - | - | - |
| 562  | 573  | - | - | - | - | - | - | - |

### Enseignement
La commune Les Hermites se situe dans l'Académie d'Orléans-Tours (Zone B) et dans la circonscription d'Amboise.
L'école élémentaire accueille les élèves de la commune.

## Culture locale et patrimoine

### Lieux et monuments
- L'église Saint-Benoit des Hermites construite sur une ancienne chapelle du XIIe siècle.

### Héraldique
| Blason de Hermites (Les) | Blason  | Écartelé au 1) et 4) de gueules à l'ermite d'argent chevelé, barbé et habillé d'un manteau d'or, bénissant de sa dextre et tenant de sa senestre un bâton du même, au 2) d'azur aux trois gerbes de blé d'or liées de gueules, au 3) d'azur aux deux massacres de cerf de sable ramés d'or soutenus d'un poisson d'argent. |
| Blason de Hermites (Les) | Détails | Le statut officiel du blason reste à déterminer. |